# Pristipomoides
Pristipomoides — рід морських окунеподібних риб родини луціанових (Lutjanidae).

## Поширення
Рід трапляється в теплих водах Індо-Тихоокеанського регіону та західної частини Атлантичного океану. Мешкають у відносно глибокій воді, на глибині від 20 до 550 м, як правило, над скелястим субстратом.

## Спосіб життя
Вони можуть жити поодинці або збиратися в невеликі косяки. Як і інші луціани, вони є хижими рибами, які полюють на менших риб, кальмарів, ракоподібних і пелагічних покривників.

## Види
Рід включає 111 видів:
- Subgenus Pristipomoides Bleeker, 1852
  - Pristipomoides auricilla (D. S. Jordan, Evermann & [S. Tanaka, 1927)
  - Pristipomoides filamentosus (Valenciennesv, 1830)
  - Pristipomoides flavipinnis S. Shinohara, 1963
  - Pristipomoides multidens (F. Day, 1871)
  - Pristipomoides sieboldii (Bleeker, 1855)
  - Pristipomoides typus Bleeker, 1852
- Subgenus Platynius Gill, 1862
  - Pristipomoides amoenus Snyder, 1911
  - Pristipomoides aquilonaris (Goode & T. H. Bean, 1896)
  - Pristipomoides argyrogrammicus (Valenciennes, 1832)
  - Pristipomoides freemani W. D. Anderson, 1966
  - Pristipomoides macrophthalmus (J. P. Müller & Troschel, 1848)
  - Pristipomoides zonatus (Valenciennes, 1830)